# Boss Girl
Boss Girl, ook gekend onder de titel Crimes of Fashion, is een Amerikaanse televisiefilm uit 2004. De film werd geregisseerd door Stuart Gillard met Kaley Cuoco in de hoofdrol en kende op 25 juli 2004 de tv-première op de Amerikaanse zender ABC Family.

## Verhaal
Brooke Sarto is een weesmeisje en studeert voor modeontwerpster. Dan krijgt ze bezoek van George, die haar onder dwang meevoert naar een landhuis. Hij vertelt haar dat haar grootvader recent is overleden en dat zij diens maffia-imperium verder moet omvormen tot een legale onderneming. Intussen aast rivaal Sal Hugo op dat imperium en die denkt het makkelijk te kunnen afnemen van een jong meisje. Ook de FBI zit Brooke op de hielen. De jonge agent Jack Lawton gaat undercover op Brookes school om haar te schaduwen. Hij en Brooke vallen al snel voor elkaar. De decaan van de school heeft schulden bij Sal Hugo en die pakt hem ten slotte de school af. Hij wil ze sluiten en er een parkeerterrein van maken. Brooke en haar vriendinnen willen dat verhinderen en organiseren een modeshow om geld in te zamelen. Ze sluit een deal met de FBI om Sal Hugo in de val te lokken. Als alles voorbij is onthult George dat hij in feite Brookes grootvader is. Hij wordt de nieuwe decaan.

## Rolverdeling
- Kaley Cuoco als Brooke Sarto, de protagonist.
- Dominic Chianese als George, de persoon die Brooke inwerkt als maffiabaas.
- Jill Morrison als Dee, Brookes vriendin.
- Serena Lee als Page, Brookes vriendin.
- Pat Kelly als Jack Lawton, de FBI-agent die voor Brooke valt.
- Chuck Shamata als Sal Hugo, de vijandige maffiabaas.
- Megan Fox als Candace, Brookes rivale op school.